# Esthlogena lanata
Esthlogena lanata är en skalbaggsart som beskrevs av Stefan von Breuning 1940. Esthlogena lanata ingår i släktet Esthlogena och familjen långhorningar. Inga underarter finns listade i Catalogue of Life.